# Patricia Elizabeth Easterling
Patricia Elizabeth Easterling, geborene Fairfax  (* 11. März 1934 in Blackburn) ist eine britische Gräzistin.

## Leben und Werk
Nach dem Besuch der Witton Park High School in Blackburn studierte Easterling Classics am Newnham College der Universität Cambridge neben anderen bei Joyce Reynolds und erwarb 1955 einen B.A. mit First Class Honours und Auszeichnung. Nach einem Jahr als Lecturer an der University of Manchester (1957–1958) wechselte sie als Fellow des Newnham College und Mitglied der Classics Faculty nach Cambridge. 1987 wurde sie Professor of Greek am University College London.
1994 kehrte sie als 36. Regius Professor of Greek nach Cambridge und an das Newnham College zurück. Damit war sie die erste und bisher einzige Frau, die diesen Lehrstuhl seit seiner Gründung durch Heinrich VIII. innehatte. 1995 wurde sie zum Mitglied der Academia Europaea gewählt. 1998 wurde sie Mitglied der British Academy. Nach ihrer Emeritierung im Jahr 2001 wurde sie zum Honorary Fellow des Newnham College ernannt. Seit 2013 ist sie auswärtiges Mitglied  (associé étranger) der Académie des Inscriptions et Belles-Lettres.
Easterling ist seit über dreißig Jahren zusammen mit Edward J. Kenney, Herausgeber der Cambridge Greek and Latin Classics.
Eine Schülerin aus ihrer Zeit am Newnham College ist Mary Beard.

## Forschungsschwerpunkte
Easterling arbeitet im Wesentlichen zur griechischen Tragödie und ihrer Rezeptionsgeschichte und zum griechischen Theater. Sie zählt zu den führenden Interpreten des Tragödiendichters Sophokles. Derzeit arbeitet sie an einem Kommentar zum Ödipus auf Kolonos.

## Schriften (Auswahl)
Herausgeberschaften
- (Hrsg., mit Edith Hall): Greek and Roman actors. Aspects of an ancient profession. Cambridge University Press, Cambridge 2002, (online). – Rez. von: Anne Duncan, in: Bryn Mawr Classical Review 2003.09.36.
- (Hrsg.): The Cambridge companion to Greek tragedy. Cambridge University Press, Cambridge 1997, (online). – Rez. von: Victor Bers, in: Bryn Mawr Classical Review 1999.06.02.
- (Hrsg., mit E. J. Kenney): The Cambridge history of classical literature, Bd. I: Greek literature. Cambridge University Press, Cambridge 1985, (online).
- (Hrsg., mit J. V. Muir): Greek Religion and Society. 1985, (online).

Edition mit Kommentar
- (Hrsg.): Sophocles, Trachiniae. Cambridge University Press, Cambridge 1982 (Cambridge Greek and Latin Classics).

Artikel
- Constructing the Heroic. In: Christopher Pelling (Hrsg.), Greek Tragedy and the Historian. Clarendon Press, Oxford 1997, S. 21–37.
- Tragedy and Ritual. "Cry 'Woe, woe' but may the good prevail!" In: Mètis. Anthropologie des mondes grecs anciens 3, 1988, S. 87–109, (online).
- The end of the Trachiniae. In: Illinois Classical Studies 6, 1981, 56–74.
- The Infanticide in Euripides' Medea. In: Yale Classical Studies 25, 1977, 177–191.